# Санта-Мария-Поджо
Санта-Мария-Поджо (фр. Santa-Maria-Poggio, корс. Santa Maria di u Poghju) — коммуна во Франции, находится в регионе Корсика. Департамент коммуны — Верхняя Корсика. Входит в состав кантона Кастаньичча. Округ коммуны — Бастия.
Код INSEE коммуны — 2B311.

## Население
Население коммуны на 2008 год составляло 650 человек.
| 1962 | 1968 | 1975 | 1982 | 1990 | 1999 | 2008 |
| ---- | ---- | ---- | ---- | ---- | ---- | ---- |
| 222  | 222  | 309  | 456  | 600  | 629  | 650  |

## Экономика
В 2007 году среди 434 человек в трудоспособном возрасте (15—64 лет) 288 были экономически активными, 146 — неактивными (показатель активности — 66,4 %, в 1999 году было 58,9 %). Из 288 активных работали 227 человек (135 мужчин и 92 женщины), безработных было 61 (29 мужчин и 32 женщины). Среди 146 неактивных 21 человек были учениками или студентами, 52 — пенсионерами, 73 были неактивными по другим причинам.